# ترافيس ويلسون
ترافيس ويلسون (بالإنجليزية: Travis Wilson)‏ هو لاعب كرة قدم أمريكية أمريكي، ولد في 11 فبراير 1984 في كارولتون في الولايات المتحدة.

## وصلات خارجية
- ترافيس ويلسون على موقع مرجع كرة القدم المحترفة.كوم (الإنجليزية)